# 安井雅一
安井 雅一（やすい まさかず、1874年〈明治7年〉8月16日 - 1953年〈昭和28年〉6月20日）は、明治時代から昭和時代前期の政治家、医師、大日本帝国陸軍軍医。愛媛県松山市長。

## 経歴・人物
松山城下出淵町で生まれる。松山中学校（現・愛媛県立松山東高等学校）を経て、1898年（明治31年）第三高等学校医学部（現・岡山大学医学部）を卒業し、志願兵として歩兵第22連隊に入隊する。1901年（明治34年）軍医少尉に進み、日露戦争に応召して旅順攻囲戦に参加。1905年（明治38年）軍医中尉に進級した。
1908年（明治41年）産婦人科医を開業し、1923年（大正12年）松山医師会長に就任。1932年（昭和7年）には松山脳病院（現・一般財団法人創精会 松山記念病院）を設立する。1935年（昭和10年）4月、医師会長に就任し、1948年（昭和23年）3月の医師会の改組まで在任した。その間、県国民健康保険組合連合会理事、日本医師会理事などを歴任した。
1947年（昭和22年）4月10日、公選初代松山市長に就任し、戦災復興事業、新制中学校の建設、財政再建などに尽力。1951年（昭和26年）4月、任期満了退職した。
ほか、山果と号し俳句を能くした。